# 브뤼셀 항공
브뤼셀 항공(영어: Brussels Airlines)은 2001년에 도산한 벨기에의 플래그 캐리어인 사베나 벨기에 항공을 대신하기 위해 2006년에 생긴 항공사다. 벨기에 플람스브라반트주 자벤템에 본사를 두고 있으며, 20개 유럽 국가 50개 도시 및 아프리카 지역으로 운항하고 있다.

## 역사
SN 브뤼셀 항공과 버진 익스프레스가 합친 후 설립했다. 기존의 사베나 벨기에 항공을 대체하기 위한 목적으로 설립하였기에 IATA코드 역시 기존의 사베나 벨기에 항공의 코드를 그대로 승계받았으나, ICAO 코드는 새로 부여받았다. 2005년 4월 12일 SN 브뤼셀 항공의 모기업 SN Airholding은 버진 익스프레스에 회사를 넘겼다. 2006년 3월 31일에 두 회사는 하나로 합쳐졌고, 동년 11월 7일에 브뤼셀 항공이란 이름을 선언하였다. 2007년 3월 25일부터 영업을 시작하였다.
2007년 1월에 파산한 에어 마드리드에서 5대의 에어버스 A330-300을 인수하였다.
모리셔스에 기반을 두고 있는 팬아프리칸 항공을 통하여 콩고 민주 공화국에 기반을 두고 있는 에어 DC를 설립했다. 브뤼셀 항공은 49%의 지분을 가지고 있고, 나머지 51%는 헤와보라 항공이 가지고 있다..
2007년 12월 항공 동맹에 가입할 뜻을 비쳤다.
2008년 9월 15일 루프트한자에서 브뤼셀 항공의 지분 45%를 인수하기로 계약하였고, 나머지 55%는 2011년까지 추가로 인수할 수도 있다. 이 계약의 결과로 브뤼셀 항공은 2009년 12월 스타얼라이언스에 가입했다.
2009년 3월 13일 독일로 운행하는 모든 항공편을 루프트한자와 코드쉐어 협정을 맺었으며, 같은 해 3월 29일부터 코드쉐어가 시행됐다. 6월 15일 유럽 위원회에서 루프트한자의 인수 허가가 났다.

## 운항 노선
- 2012년 7월 기준으로 브뤼셀 항공은 다음과 같은 기종을 보유하고 있다.

### 코드쉐어 협정
- 브뤼셀 항공은 다음과 같은 항공사와 코드쉐어 협정을 체결하고 있다.[7]

| - BMI 리저널 - TAAG 앙골라 항공 - TAP 포르투갈 (스타얼라이언스) - TAROM (스카이팀) - 로얄 에어 모로코 (원월드) - 루프트한자 (스타얼라이언스) - 르완드에어 - 브라튼 리저널 항공 - 스위스 국제항공 (스타얼라이언스) - 싱가포르 항공 (스타얼라이언스) | - 에게 항공 (스타얼라이언스) - 에어 몰타 - 에어발틱 - 에어 캐나다 (스타얼라이언스) - 에티하드 항공 - 오스트리아 항공 (스타얼라이언스) - 우크라이나 국제항공 - 유나이티드 항공 (스타얼라이언스) - 이집트 항공 (스타얼라이언스) - 전일본공수 (스타얼라이언스) | - 크로아티아 항공 (스타얼라이언스) - 타이 항공 (스타얼라이언스) - 하이난 항공 |  |

## 서비스
유럽 운항편의 경우 b.flex economy+, b.light economy, b.business 세 종류의 등급을 운영한다.
- b.flex economy+: 기내식과 무료 신문이 제공되는 이코노미 등급이다.
- b.light economy: 가장 싼 등급으로, 모든 기내 서비스는 유료로 제공된다.[8]
- b.business: 고급 서비스를 제공하는 비즈니스 등급이다. 2009년 3월 28일부터 유럽 노선에 도입되었다. 높은 수화물 중량 제한, 라운지, VIP 주차, 고급 기내식 등의 서비스를 제공한다.[9] 아프리카, 모스크바, 헬싱키, 텔아비브 등 중장거리 노선에서는 이전부터 제공되었다.

## 보유 기종

### 현재 사용하는 기종
- 2024년 1월 기준으로 브뤼셀 항공은 다음과 같은 기종을 보유하고 있으며 평균 기령은 13.5년이다.[10][11]

## 도장
항공기 꼬리 날개 부분에는 점으로 이뤄진 B 도색이 입혀져 있으며, 전체적으로는 밝은 파란 도색이 되어 있다. b 로고 다음에는 브뤼셀 항공이라는 이름이 적혀 있다. 원래 로고에는 13개의 점으로 b가 이루어져 있으나, 일부 여행자들이 13개의 점은 불행을 상징한다고 해서 14개의 점으로 바꿨다.

## 사진

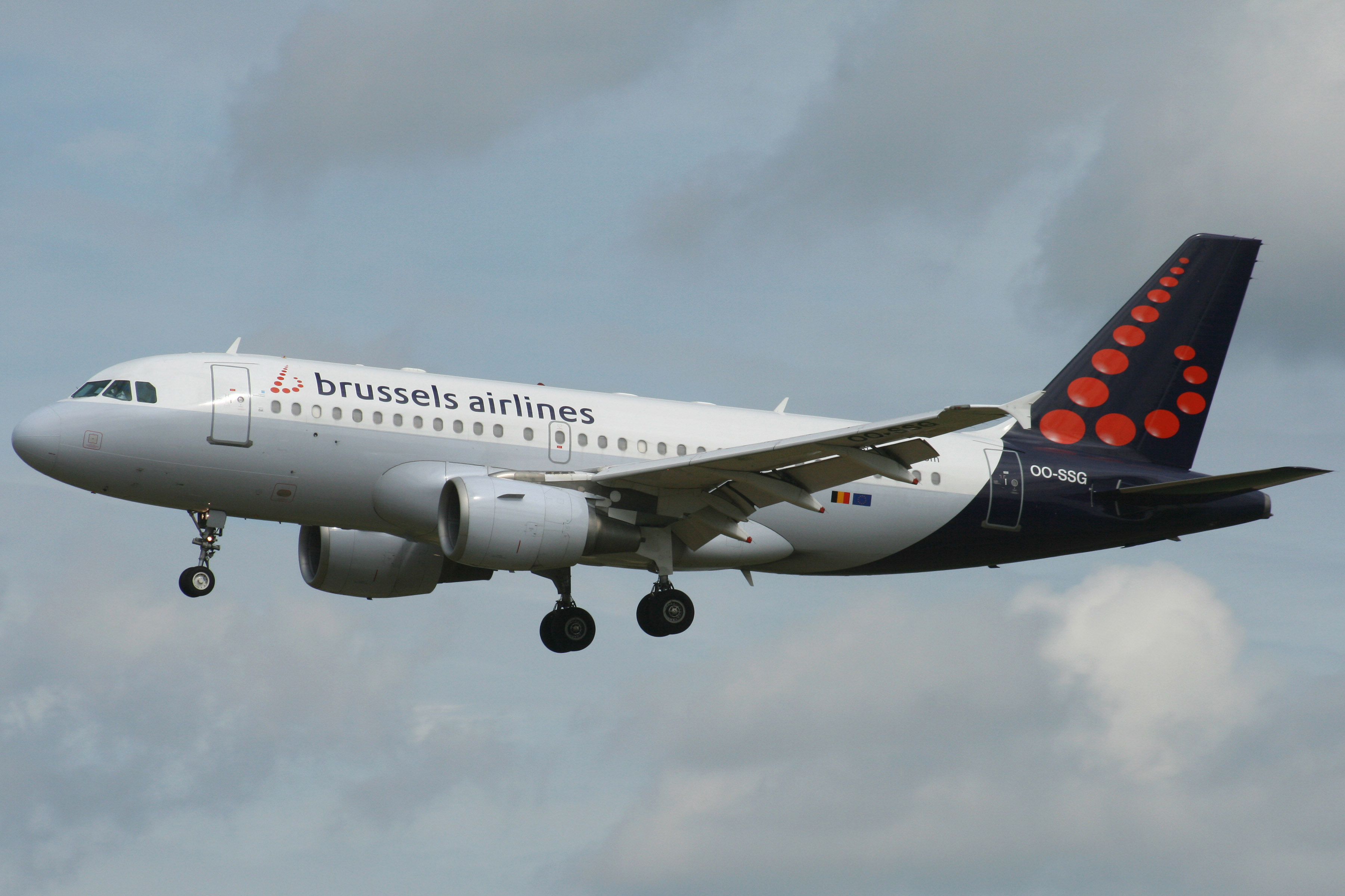
브뤼셀 항공의 에어버스 A319-100